# Stacey Naris
Stacey Catherine Naris (* 24. Februar 1991 in Lüderitz) ist eine namibische Fußballspielerin.

## Leben
Seit Winter 2012 absolviert sie ein neunmonatiges Praktikum, im Rahmen eines Austauschprogrammes zwischen Deutschland und Namibia, in Lipperode, wo sie als Übungsleiter-Helferin beim LTV Lippstadt arbeitet.

### Vereinskarriere
Kasaona startete ihre Seniorenkarriere mit dem Okahandja Beauties, wo sie zwischen 2005 und 2011 jede Saison Meister wurde. Seit dem Herbst 2012 spielt sie für den TuS Lipperode, aufgrund eines achtmonatigen Praktikums in Lipperode.

### Nationalmannschaft
Naris spielt ihr Länderspieldebüt 2006 im Alter von 15 Jahren gegen Sambia im COSAFA Cup. Zuvor spielte sie für die Baby Gladiators (Namibia U-17) und Young Gladiators (Namibia U-20).